# Judo op de Olympische Zomerspelen 2008
Judo is een van de sporten die beoefend werden tijdens de Olympische Zomerspelen 2008 in Peking. De wedstrijden werden gehouden van 9 augustus tot en met 15 augustus in de turnhal bij de Universiteit voor Wetenschap en Technologie van Peking, een van de sportcentra die speciaal voor de Spelen gebouwd werden. Japan won opnieuw het medailleklassement, net als in 2000 en 2004; ditmaal met vier gouden, één zilveren en twee bronzen medailles.

## Onderdelen en programma
De mannen en vrouwen kwamen beide uit in zeven gewichtsklassen. Er waren dus veertien gouden medailles te verdelen.
| Gewichtsklasse | Gewichtsklasse | Augustus    | Augustus    | Augustus    | Augustus    | Augustus    | Augustus    | Augustus    | Augustus |
| Mannen         | Vrouwen        | 9           | 10          | 11          | 12          | 13          | 14          | 15          | T        |
| -------------- | -------------- | ----------- | ----------- | ----------- | ----------- | ----------- | ----------- | ----------- | -------- |
| tot 60 kg      | tot 48 kg      | Goud · Goud |             |             |             |             |             |             | 2        |
| tot 66 kg      | tot 52 kg      |             | Goud · Goud |             |             |             |             |             | 2        |
| tot 73 kg      | tot 57 kg      |             |             | Goud · Goud |             |             |             |             | 2        |
| tot 81 kg      | tot 63 kg      |             |             |             | Goud · Goud |             |             |             | 2        |
| tot 90 kg      | tot 70 kg      |             |             |             |             | Goud · Goud |             |             | 2        |
| tot 100 kg     | tot 78 kg      |             |             |             |             |             | Goud · Goud |             | 2        |
| boven 100 kg   | boven 78 kg    |             |             |             |             |             |             | Goud · Goud | 2        |
| Totaal         | Totaal         | 2           | 2           | 2           | 2           | 2           | 2           | 2           | 14       |

## Kwalificatie
Namens elk NOC mag maximaal één deelnemer in een klasse van start gaan. Bij diverse kwalificatietoernooien was per klasse voor elk NOC maximaal één startbewijs te verdienen. Het NOC bepaalde vervolgens welke sporter welk startbewijs invult.

## Uitslagen

### Mannen
| Onderdeel | Goud | Goud                    | Zilver | Zilver            | Brons   | Brons                           |
| --------- | ---- | ----------------------- | ------ | ----------------- | ------- | ------------------------------- |
| – 60 kg   | KOR  | Choi Min-Ho             | AUT    | Ludwig Paischer   | NED UZB | Ruben Houkes Rishod Sobirov     |
| – 66 kg   | JPN  | Masato Uchishiba        | FRA    | Benjamin Darbelet | CUB PRK | Yordanis Arencibia Pak Chol Min |
| – 73 kg   | AZE  | Elnur Mammadli          | KOR    | Wang Ki-Chun      | BRA TJK | Leandro Guilheiro Rasul Bokiev  |
| – 81 kg   | GER  | Ole Bischof             | KOR    | Jaebum Kim        | BRA UKR | Tiago Camilo Roman Hontjoek     |
| – 90 kg   | GEO  | Irakli Tsirekidze       | ALG    | Amar Benikhlef    | EGY SUI | Hesham Mesbah Sergei Aschwanden |
| – 100 kg  | MGL  | Naidangiin Tüvshinbayar | KAZ    | Askhat Zhitkeyev  | NED AZE | Henk Grol Movlud Miraliyev      |
| + 100 kg  | JPN  | Satoshi Ishii           | UZB    | Abdullo Tangriev  | FRA CUB | Teddy Riner Óscar Brayson       |

### Vrouwen
| Onderdeel | Goud | Goud               | Zilver | Zilver              | Brons   | Brons                            |
| --------- | ---- | ------------------ | ------ | ------------------- | ------- | -------------------------------- |
| - 48 kg   | ROU  | Alina Dumitru      | CUB    | Yanet Bermoy        | ARG JPN | Paula Pareto Ryoko Tani          |
| - 52 kg   | CHN  | Xian Dongmei       | PRK    | An Kum-Ae           | AZE JPN | Soraya Haddad Misato Nakamura    |
| - 57 kg   | ITA  | Giulia Quintavalle | NED    | Deborah Gravenstijn | CHN BRA | Xu Yan Ketleyn Quadros           |
| - 63 kg   | JPN  | Ayumi Tanimoto     | FRA    | Lucie Décosse       | NED PRK | Elisabeth Willeboordse Ok Im Won |
| - 70 kg   | JPN  | Masae Ueno         | CUB    | Anaysi Hernández    | NED USA | Edith Bosch Ronda Rousey         |
| - 78 kg   | CHN  | Yang Xiuli         | CUB    | Yalennis Castillo   | KOR FRA | Jeong Gyeonmi Stéphanie Possamai |
| + 78 kg   | CHN  | Tong Wen           | JPN    | Maki Tsukada        | SLO CUB | Lucija Polavder Idalys Ortíz     |

## Trivia
- De gouden medaille van Tuvshinbayar Naidan in de categorie tot 100 kg was de eerste gouden medaille die Mongolië ooit won op de Olympische Zomerspelen.

## Medailleklassement
| Plaats | Land             | NOC    | Goud | Zilver | Brons | Totaal |
| ------ | ---------------- | ------ | ---- | ------ | ----- | ------ |
| 1      | Japan            | JPN    | 4    | 1      | 2     | 7      |
| 2      | China            | CHN    | 3    | 0      | 1     | 4      |
| 3      | Zuid-Korea       | KOR    | 1    | 2      | 1     | 4      |
| 4      | Azerbeidzjan     | AZE    | 1    | 0      | 1     | 2      |
| 5      | Duitsland        | GER    | 1    | 0      | 0     | 1      |
| 5      | Georgië          | GEO    | 1    | 0      | 0     | 1      |
| 5      | Italië           | ITA    | 1    | 0      | 0     | 1      |
| 5      | Mongolië         | MGL    | 1    | 0      | 0     | 1      |
| 5      | Roemenië         | ROU    | 1    | 0      | 0     | 1      |
| 10     | Cuba             | CUB    | 0    | 3      | 3     | 6      |
| 11     | Frankrijk        | FRA    | 0    | 2      | 2     | 4      |
| 12     | Nederland        | NED    | 0    | 1      | 4     | 5      |
| 13     | Noord-Korea      | PRK    | 0    | 1      | 2     | 3      |
| 14     | Algerije         | ALG    | 0    | 1      | 1     | 2      |
| 14     | Oezbekistan      | UZB    | 0    | 1      | 1     | 2      |
| 16     | Kazachstan       | KAZ    | 0    | 1      | 0     | 1      |
| 16     | Oostenrijk       | AUT    | 0    | 1      | 0     | 1      |
| 18     | Brazilië         | BRA    | 0    | 0      | 3     | 3      |
| 19     | Argentinië       | ARG    | 0    | 0      | 1     | 1      |
| 19     | Egypte           | EGY    | 0    | 0      | 1     | 1      |
| 19     | Oekraïne         | UKR    | 0    | 0      | 1     | 1      |
| 19     | Slovenië         | SLO    | 0    | 0      | 1     | 1      |
| 19     | Tadzjikistan     | TJK    | 0    | 0      | 1     | 1      |
| 19     | Verenigde Staten | USA    | 0    | 0      | 1     | 1      |
| 19     | Zwitserland      | SUI    | 0    | 0      | 1     | 1      |
| Totaal | Totaal           | Totaal | 14   | 14     | 28    | 56     |